# Keiss Castle
Keiss Castle (auch Old Keiss Castle) ist die Ruine einer Spornburg und ein Landhaus etwa 1,5 km nördlich des Zentrums des Dorfes Keiss in der schottischen Council Area Highland. Historisch lag es in der traditionellen Grafschaft Caithness. Die Burgruine steht auf einer nackten Klippe über der Bucht. 1755 ersetzte das neue Keiss Castle die alte Burg.

## Geschichte
Die alte Burg, heute ein Scheduled Monument, ließ George, 5. Earl of Caithness, (1582–1643) möglicherweise Ende des 16. oder Anfang des 17. Jahrhunderts an der Stelle eines älteren Forts errichten. Es scheint, dass die Burg bereits existierte, als König Jakob I. Sir Robert Gordon beauftragte, mit bewaffneten Kräften nach Caithness zu ziehen. Der 7. Earl starb 1698 auf der Burg, aber es wird berichtet, dass die Burg bereits 1700 eine Ruine war und 1726 repariert wurde „mit einem kürzlich an ihrer Seite gebauten angenehmen Haus“.

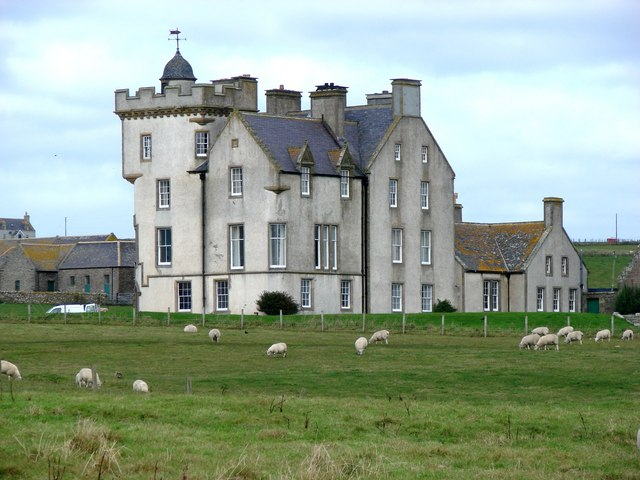
Das Landhaus Keith Castle

Das Anwesen kaufte Anfang des 18. Jahrhunderts Sir William Sinclair, 2. Baronet of Dunbeath, und 1752 wurde Keiss Castle sein Familiensitz. Das heutige Haus wurde um 1755 gebaut und musste 1765 wegen finanzieller Schwierigkeiten der Sinclairs von Ulbster verkauft werden. Es handelt sich dabei um ein Landhaus, das der Architekt David Bryce im Auftrag von Colonel K. Macleay im Scottish Baronial Style umbaute und erweiterte. 1866 wurde es an den Duke of Portland verkauft. Historic Scotland hat das Landhaus als historisches Bauwerk der Kategorie B gelistet. Darin eingeschlossen sind der eingefriedete Garten nordöstlich des Hauses, die Torlodge und die Torsäulen mit ihren gusseisernen Toren, die 1860 angebracht wurden.
In der Nähe liegt der Keiss Broch.